# Петровский (Погарский район)
Петровский — упразднённый в 2009 году хутор в Погарском районе Брянской области России. На момент упразднения входил в состав Андрейковичского сельсовета.

## География
Урочище находится в южной части Брянской области, в зоне хвойно-широколиственных лесов, вблизи государственной границы с Украиной, на расстоянии примерно 26 километров (по прямой) к юго-западу от посёлка городского типа Погар, административного центра района. Абсолютная высота — 182 метра над уровнем моря.
У восточной окраины находился хутор (посёлок) Ровы.

## История
В 1960-е годы в состав хутора (посёлка) Петровский вошёл хутор (посёлок) Ровы
Упразднён в 2009 году как фактически несуществующий. В 2011 году упразднение населённого пункта законодательно отражено в Перечне населенных пунктов, входящих в состав территорий городских округов, городских поселений, сельских поселений
.

## Население
| 2002 |
| ---- |
| 0    |

## Инфраструктура
Было личное подсобное хозяйство с зоной сельскохозяйственного использования, индивидуальная застройка усадебного типа.

## Достопримечательности
Мемориал Великой Отечественной войны

## Транспорт
Просёлочная дорога из посёлка Балышовка.